# 카타레부사 그리스어
카타레부사(Καθαρεύουσα →"순수한")는 그리스어의 한 형태로, 19세기 초 그리스의 지식인과 혁명 지도자 아다만티오스 코라이스가 견지하던 언어였다. 1788년 몽펠리에 대학을 졸업한 코라이스는 파리에서 망명 생활로 인생의 대부분을 보내었다. 그는 그리스 해방에서 교육이 꼭 필요하다고 주장하였다.
카타레부사 그리스어는 고대 그리스어와 현대 그리스어의 중간점에 자리잡은 언어이다. 카타레부사에서는 고대의 어휘를 더욱 받아들이면서도 고전 문법의 간략화된 형태를 강조하였다. 카타레부사는 고전으로 회귀하려는 "고문파"와 "근대주의자" 사이에 절충을 꾀한 목적도 있다. "카타레부사"란 이름은 마치 이 언어가 외부의 영향을 받지 않고 고대 그리스어에서 진화한 듯한 순수한 그리스어라는 의미를 담고 있다.

## 역사
카타레부사 그리스어를 처음으로 쓴 사람은 1796년 그리스의 박식가 니케포로스 테오토키스라고 한다. 카타레부사는 당시 공문서에 널리 쓰였으며, 그리스 학자들이 쓴 공식적인 글에도 쓰였다.
근대 그리스의 구어에서 '카타레부사'란 말은 그저 '공식 언어'를 뜻하게 되었다. 몇 년 뒤 카타레부사는 공무나 공적인 목적(가령 정치에서는 서한, 공문서, 언론 보도 등)으로 쓰였으며, 일상에서는 민중 그리스어(δημοτική)가 쓰였다. 이렇듯 두 언어를 쓰는 상황 때문에 대부분의 그리스 사람들은 카타레부사에 적응하지 못하면 공적인 영역에서 배제되었고 교육을 더 받을 수도 없었다.
1976년에는 민중 그리스어가 그리스의 공식 언어가 되었고, 1982년에는 그리스의 총리를 역임하고 있던 안드레아스 파판드레우가 20세기 말까지 기존의 그리스어 발음법의 표기를 폐지한다고 발표했다. 이를 계기로 20세기 말에는 카타레부사가 완전히 퇴화하게 된다.
그러나 200년 동안 카타레부사에서 채택한 여러 문법이나 구문 규칙, 그리고 카타레부사에서 나온 어휘가 민중 그리스어와 접촉하였기 때문에 오늘날 그 의의가 재조명되기도 한다. 혹자는 오늘날의 현대 그리스어가 더 이상 옛 민중 그리스어가 아니라, 코이네 그리스어의 영향이 이어져 19세기의 전통적인 카타레부사와 민중 그리스어 간의 절충안이라고 보기도 한다. 카타레부사가 나중에 기여한 점 가운데 하나는 이전 시대에 없던 "신문", "경찰", "자동차", "비행기", "텔레비전" 등의 개념을 다른 언어에서 바로 차용하지 않고 고전어에 기반하여 결합한 것을 꼽을 수 있다.

## 현재
지금도 그리스 정교회, 키프로스 정교회, 콘스탄티노폴리스 총대주교청, 알렉산드리아 총대주교청, 예루살렘 총대주교청에서는 카타레부사를 공식 커뮤니케이션에서 사용하고 있다. 기존에 축적된 카타레부사 그리스어 분량의 막대함 때문에, 사법(司法)을 비롯한 일부 전문 분야에서도 계속 사용된다. 한편 신문 《에스티아》는 그리스 신문들 중 유일하게 카타레부사로 발행되고 있다.

## 같이 보기
- 민중 그리스어
- 양층언어